# Gyula Katona
Gyula O. H. Katona (Budapeste, 16 de março de 1941) é um matemático húngaro, que trabalha com combinatória e informática.
Katona ganhou como estudante diversos prêmios de matemática, dentre eles na primeira Olimpíada Internacional de Matemática em 1959 na Romênia. Estudou na Universidade Eötvös Loránd em Budapeste, onde obteve o diploma de matemático em e um doutorado em 1968, orientado por Alfred Rényi, com a tese Sperner type theorems. Obteve a habilitação em 1981 na Academia de Ciências da Hungria. Trabalhou a partir de 1966 no Instituto de Matemática da Academia de Ciências da Hungria, mais tarde denominado Instituto Alfred Renyi, do qual foi diretor de 1996 a 2006.
Em 1972 publicou uma prova simples do teorema de Erdős, Chao Ko (Ke Zhao) Richard Rado a teoria dos hipergrafos.
Em 1995 foi eleito membro correspondente e é desde 2001 membro pleno da Academia de Ciências da Hungria. De 1990 a 1996 foi secretário geral da János Bolyai Mathematical Society.
Recebeu o Prêmio Alfréd Rényi de 1976 e o Prêmio Széchenyi de 2005.